# Jordy Tshimanga
Jordy Tshimanga (Montréal, 4 novembre 1996) è un cestista canadese.